# Metromover van Miami
De Metromover van Miami  is een gratis openbaar vervoerssysteem in de Amerikaanse stad Miami, bestaande uit een volautomatische people mover die beheerd wordt door Miami-Dade Transit. De Metromover bedient Downtown Miami, Brickell, Park West en Omni. Metromover staat in directe verbinding met de Metrorail van Miami in de stations Government Center en Brickell. De Metromover werd in dienst gesteld op 17 april 1986 (Downtown/Inner Loop), en werd later uitgebreid met de Omni en Brickell Loop uitbreidingen op 26 mei 1994.

## Het systeem van de Metromover
De Metromover vormt hoofdzakelijk een snelle en eenvoudige manier om zich te verplaatsen tussen de buurten van greater Downtown Miami. Het systeem bestaat uit drie loops en 21 stations. De stations liggen ongeveer 2 woonblokken van elkaar, en verbinden alle grote gebouwen en plein in de Downtownbuurt van Miami. Tegenwoordig vormt de Metromover een vitaal onderdeel van het leven in Miami, en groeit de laatste jaren snel in gebruik en populariteit. Zo heeft het bijna zijn aantal gebruikers zien verdubbelen in het laatste decennium, van 14.952 passagiers per dag in 1999 naar 31.100 in oktober 2011.

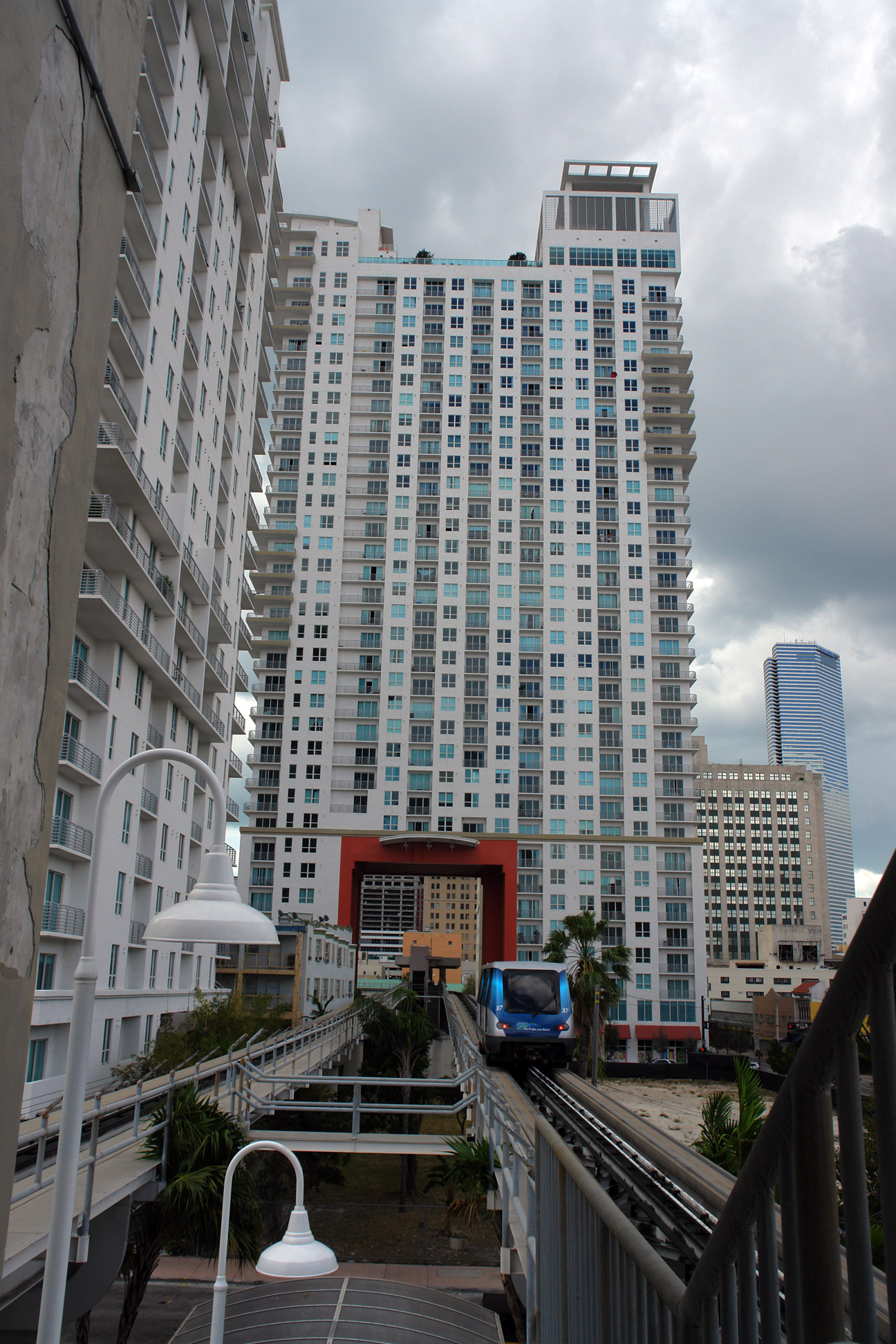
Een van de nieuwste Metromoverwagentjes richting First Street station

## Vloot
Metromover heeft momenteel een vloot bestaande uit 17 Adtranz C-100 voertuigen, gebouwd in 1992, en 12 Bombardier Innovia APM 100 voertuigen die in de zomer en herfst van 2008 in gebruik werden genomen. Deze nieuwere voertuigen vervingen de eerste 12 C-100 voertuigen die in 1984 gebouwd waren, en hebben een meer aerodynamisch design en een videobewakingssyseteem.
Vanaf juli 2010 werden een bijkomende 17 voertuigen in gebruik genomen van Bombardier Transportation.

## Stations en kaart
De Metromover bedient momenteel 21 stations, en in combinatie met de Metrorail, bedient het volledige metrosysteem zo'n 44 stations. Metrorail stations bevinden zich telkens ongeveer een mijl van elkaar.

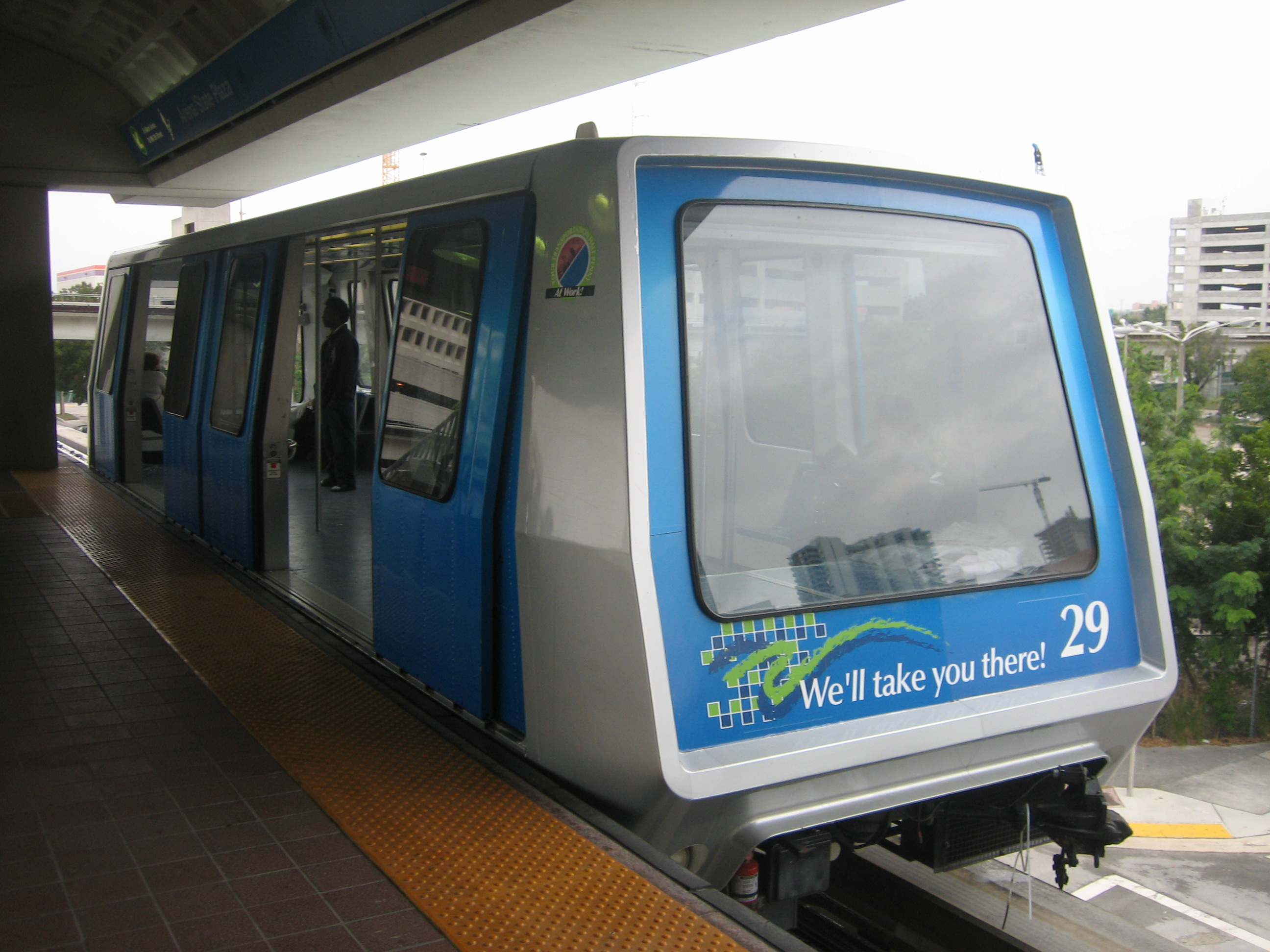
Een Metromover voertuig in de Downtown Loop ter hoogte van het station Wilkie D. Ferguson, Jr.

### Downtown (Inner) Loop
- Government Center
- Wilkie D. Ferguson, Jr.
- College North
- College/Bayside
- First Street
- Bayfront Park
- Knight Center Originally named World Trade Center.
- Miami Avenue Serves Downtown Loop only; all other Inner Loop stations serve all three Metromover loops.

### Omni Loop
- School Board
- Adrienne Arsht Center Originally named Omni.
- Bicentennial Park Closed October 28, 1996.
- Eleventh Street
- Park West
- Freedom Tower
- College North
- Wilkie D. Ferguson, Jr.
- Government Center
- Third Street Originally named Fort Dallas Park; serves both Omni and Brickell Loops.
- Knight Center Originally named World Trade Center.
- Bayfront Park
- First Street
- College/Bayside

### Brickell Loop
- Knight Center Originally named World Trade Center.
- Bayfront Park
- First Street
- College/Bayside
- College North
- Wilkie D. Ferguson, Jr. Formerly named Arena/State Plaza
- Government Center
- Third Street Originally named Fort Dallas Park; serves both Omni and Brickell Loops.
- Riverwalk
- Fifth Street
- Eighth Street
- Tenth Street/Promenade
- Brickell
- Financial District

## Passagiersaantallen

### Gemiddelde weekelijkse passagiersaantallen
| Jaar | Passagiers (alleen Metromover) | Passagiers (inclusief Metrorail) |
| ---- | ------------------------------ | -------------------------------- |
| 1998 | 13.269                         | 58.140                           |
| 1999 | 13.880                         | 60.654                           |
| 2000 | 14.383                         | 61.639                           |
| 2001 | 16.849                         | 63.514                           |
| 2002 | 16.444                         | 63.508                           |
| 2003 | 25.521                         | 76.769                           |
| 2004 | 28.192                         | 83.486                           |
| 2005 | 28.473                         | 88.173                           |
| 2006 | 27.042                         | 85.400                           |
| 2007 | 28.058                         | 87.767                           |
| 2008 | 26.682                         | 90.392                           |
| 2009 | 25.883                         | 85.875                           |
| 2010 | 27.175                         | 87.075                           |
| 2011 | 29.775 (recordaantal)          | 92.334 (recordaantal)            |

## Galerij

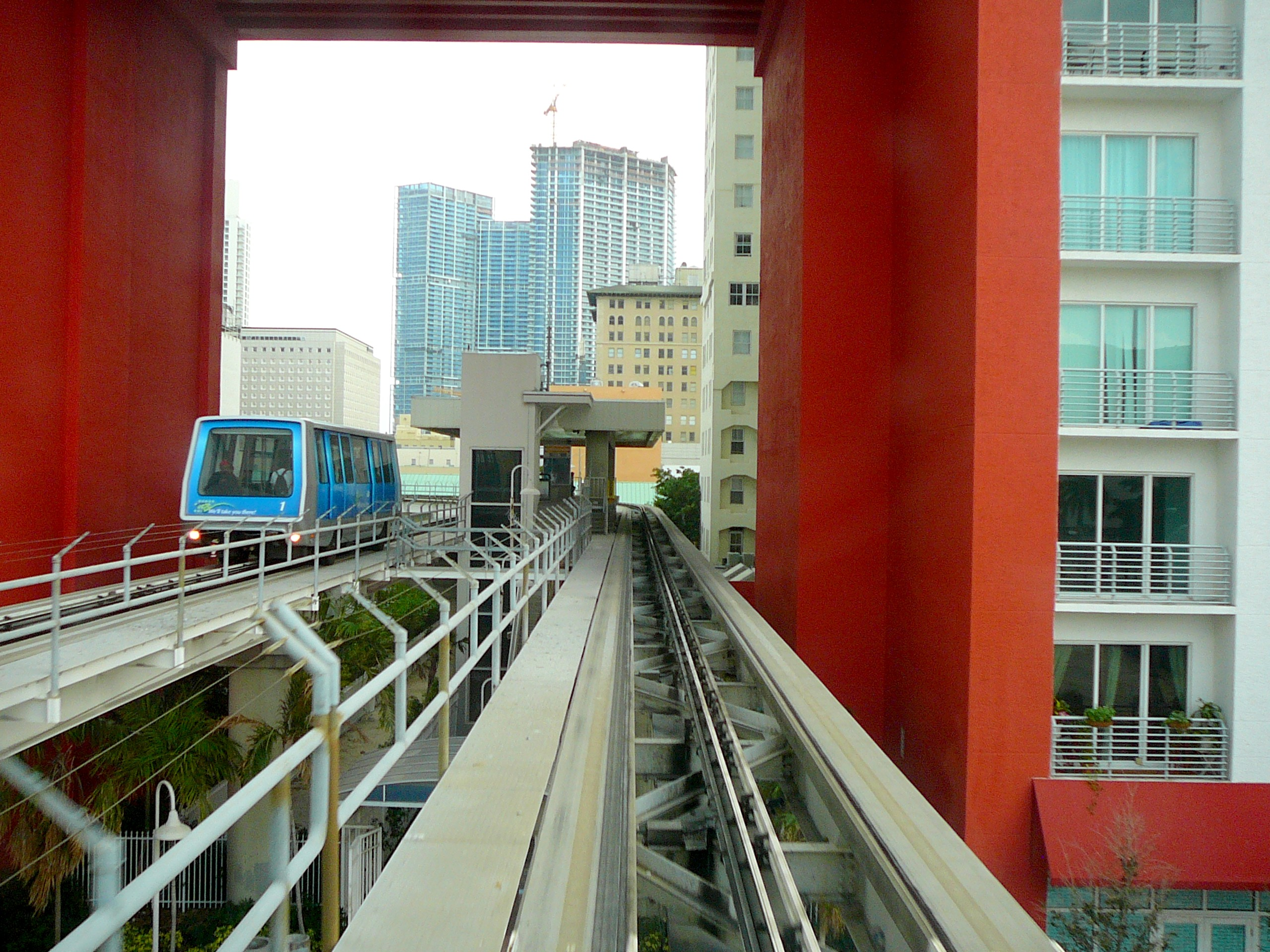
Metromover in het First Street Station
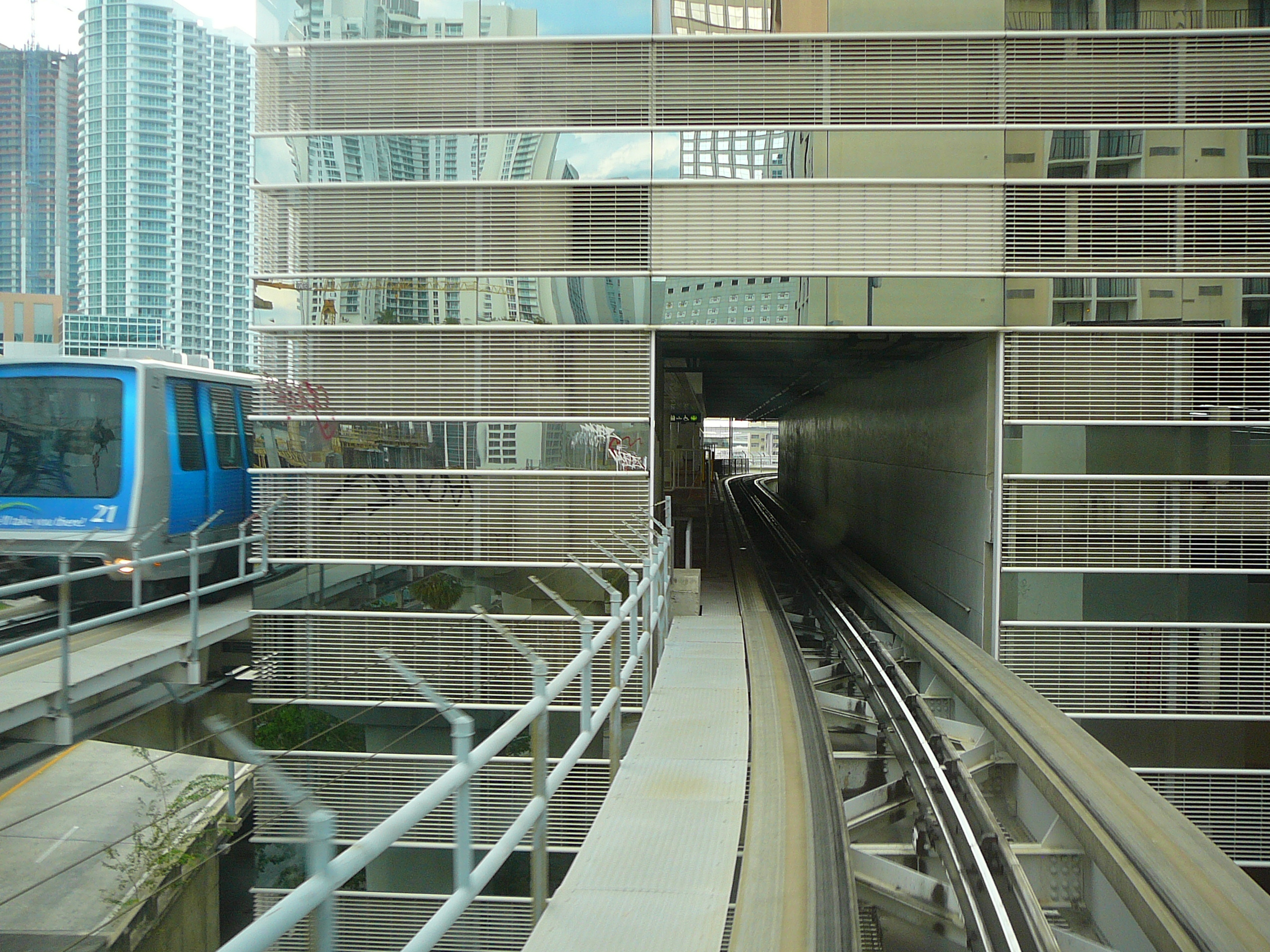
Metromover die de Knight Center station tunnel nadert
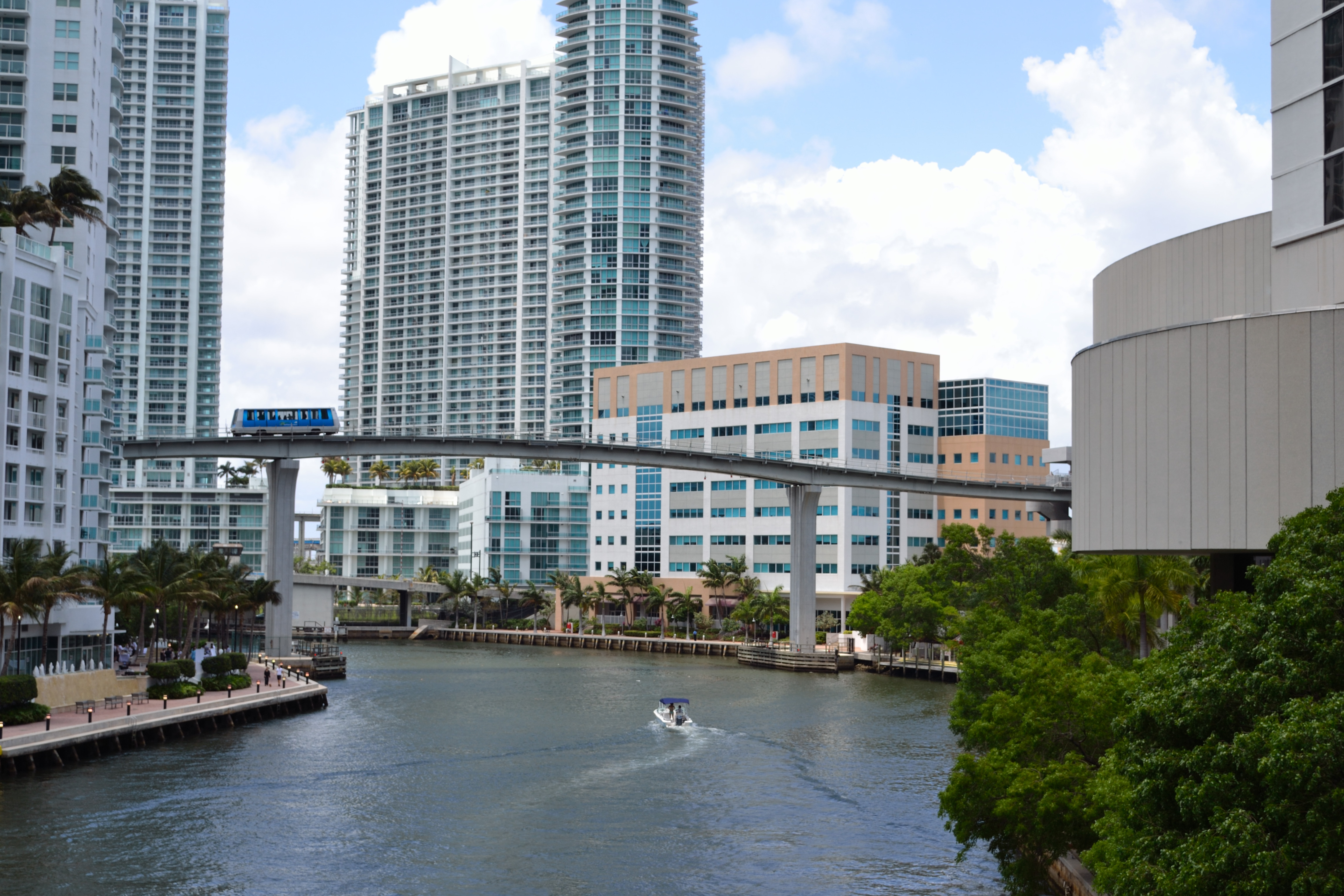
Metromover over de Miami Rivier
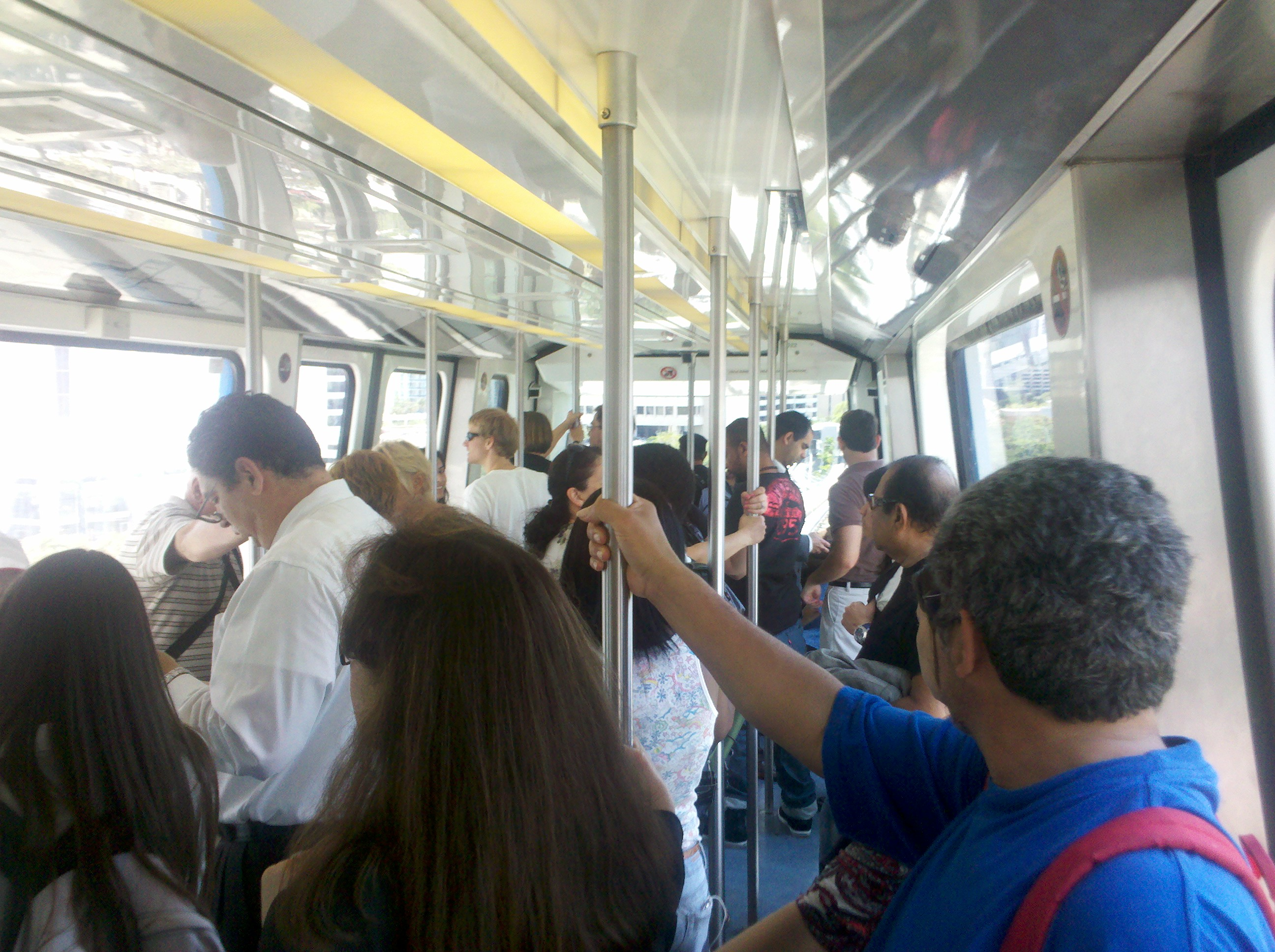
Een Metromovertoestel binnenin
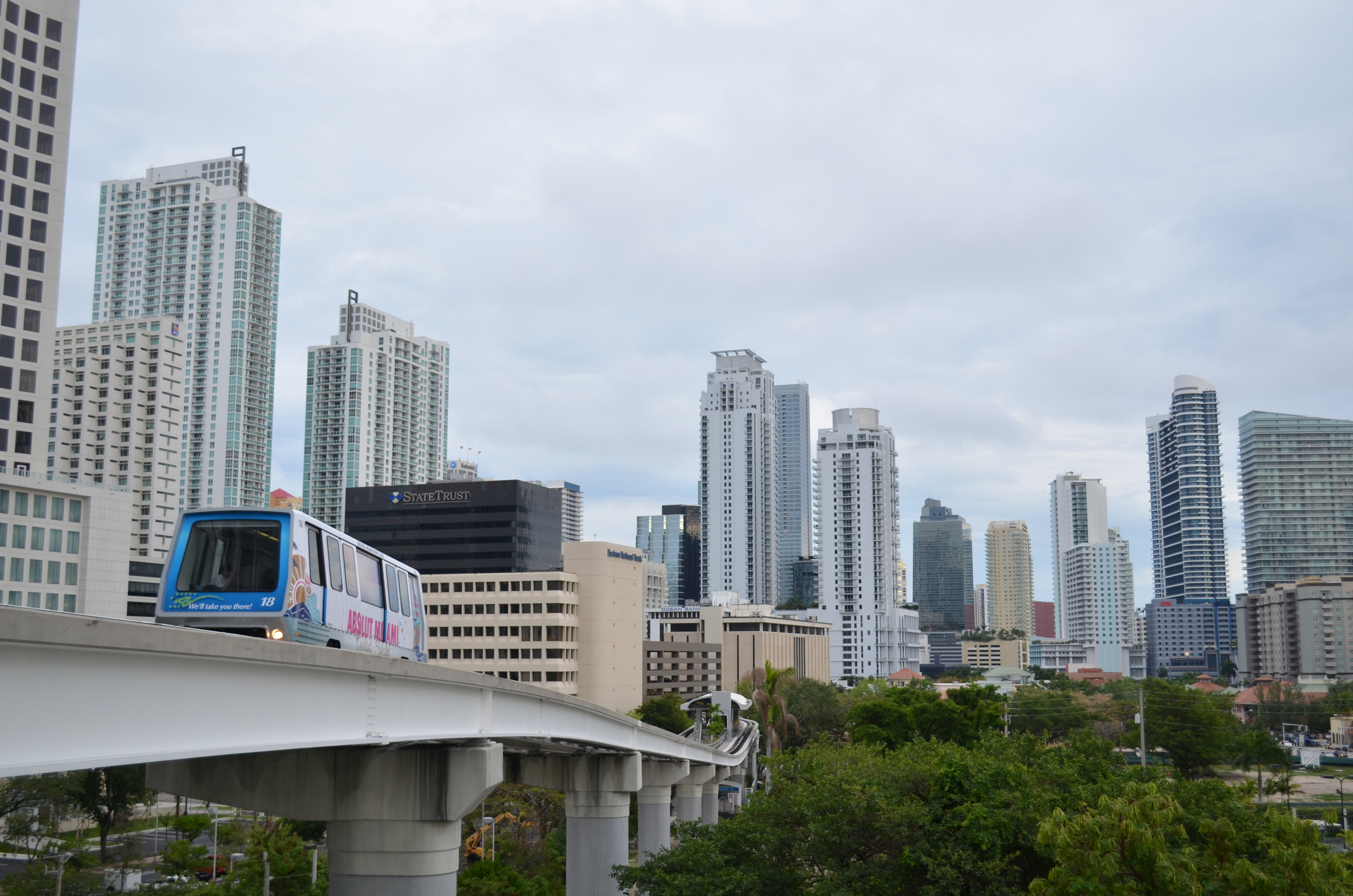
Metromover in Brickell